# Lara Yussif Zara
Lara Yussif Zara, auch Lara Yousif Zara (arabisch لارا يوسف زارا, DMG Lārā Yūsuf Zārā; * 1982 in Bagdad) ist eine irakische Managerin, Ökonomin, Lehrerin und Politikerin. Seit Juli 2017 ist sie Bürgermeisterin der nordirakischen Kleinstadt Alqosch. Damit ist sie die erste christliche Frau an der Spitze einer irakischen Gemeinde.

## Leben
Lara Yussif wurde 1982 in eine Bagdader chaldäisch-katholische Familie geboren. Nach ihrem Schulabschluss studierte sie in Mossul Management und Ökonomie an der Hochschule al-Hadba'a (كلية الحدباء الجامعة), wo sie 2006 ihren Abschluss machte. In den nächsten drei Jahren war sie arbeitslos und unterrichtete dann im 30 km nördlich von Mossul gelegenen, großenteils von chaldäischen Katholiken bewohnten Alqosch zunächst auf ehrenamtlicher Basis Syrisch (Ost-Aramäisch), bis sie für diese Tätigkeit dauerhaft angestellt wurde.
Die islamistische Terrororganisation Daesch (IS) nahm im Juni 2014 Mossul, im August 2014 Baghdida ein und marschierte gegen Alqosch nach Norden. Die meisten Bewohner der Kleinstadt verließen diese in Panik. Lara Yussif gehörte zu den wenigen, die in der Stadt blieben. Sie beteiligte sich an der Seite christlicher Kämpfer und kurdischer Peschmerga an der Verteidigung gegen Daesch, und so machten bald Bilder von ihr in kurdischer Uniform die Runde. Als so der Daesch-Vormarsch 2014 vor Alqosch zum Stehen gekommen war, kehrten nicht nur die meisten Einwohner Alqoschs zurück, sondern die Stadt nahm zudem Flüchtlinge auf, neben 500 christlichen auch 150 muslimische Familien. Lara Yussif nahm wieder ehrenamtliche Tätigkeiten auf, diesmal in der Unterstützung der Flüchtlinge in Zusammenarbeit mit der Verwaltung des zur Autonomen Region Kurdistan (ARK) gehörenden Gouvernement Dahuk. Sie wurde auch Mitglied der in ARK regierenden Kurdischen Demokratischen Partei (KDP) des kurdischen Präsidenten Masud Barzani und kandidierte für die „Liste Schlama“ (قائمة شلاما) 2014 bei den Wahlen zum Parlament Kurdistans in Erbil, scheiterte jedoch. Lara Yussif Zara beteiligte sich am 12. Mai 2017 an der Gründung der Alqoscher Ortsniederlassung der Chaldäischen Liga (الرابطة الكلدانية) unter Schirmherrschaft des Alqoscher chaldäischen Bischofs Mikha Pola Maqdassi und wurde für das Büro der Organisation verantwortlich.
Am 16. Juli 2017 – kurz vor dem geplanten Unabhängigkeitsreferendum in Irakisch-Kurdistan am 25. September 2017 – wurde der chaldäische Alqoscher Bürgermeister Fayez Abed Jawahreh (auch Fayez Abed Micha, فائز عبد ميخا, in manchen Meldungen Abdul Micha oder al-Jahwary genannt), der bei der Verteidigung der Stadt gegen Daesch im Jahre 2014 eine wichtige Rolle gespielt hatte, nach Korruptionsvorwürfen auf Weisung von Baschar al-Kiki, dem Leiter des Provinzrates von Ninawa und Mitglied der KDP, abgesetzt und das KDP-Mitglied Adel Amin Omar als Nachfolger eingesetzt. Es kam zu heftigen Protesten aus der christlichen Bevölkerung der Stadt. Daraufhin wählte der Gemeinderat von Alqosch, dem 4 KDP-Mitglieder von insgesamt 6 Ratsleuten angehören, am 27. Juli 2017 einstimmig Lara Yussif Zara zur Bürgermeisterin. Mit der Wahl Zaras wurde erstmals in der Geschichte Iraks eine christliche Frau Bürgermeisterin. (Die Hauptstadt Bagdad hatte bereits ab 2015 eine Bürgermeisterin, Zekra Mohammed Alusch, die allerdings Muslimin ist.) Auch gegen die Wahl Lara Zaras gab es jedoch mehrere Demonstrationen, auf denen auch irakische Fahnen und Transparente für einen Verbleib der Ninive-Ebene bei Irak und außerhalb Kurdistans gezeigt wurden.
Als ihre beiden wichtigsten Erfolge als Bürgermeisterin betrachtete Lara Yussif im März 2019 zum einen die Eröffnung einer Niederlassung des Gerichts der Provinz Ninawa in Alqosch, was kein anderer Unterdistrikt hat, zum anderen die Verteilung von Landtiteln an die Einwohner von Alqosch, ein Prozess, der in den vorherigen 21 Jahren nicht vorangekommen war.

## Politische Ansichten
Lara Yussif wurde nach eigenen Worten von März 2019 bei ihrer Nominierung 2017 vor allem als Frau abgelehnt. Da sie allen in der Gemeinde ohne Unterschied diene, seien manche heute beschämt, wenn sie ihr begegneten. Sie arbeitet nach eigener Aussage eng mit hohen Beamten und Parlamentariern sowohl Iraks als auch der Autonomen Region Kurdistan zusammen. Sie betrachtet es als eigene Aufgabe, Projekte direkt anzugehen und nicht auf andere zu warten. Da Alqosch zu den umstrittenen Gebieten des Nordiraks gehöre, werde es sowohl von der irakischen Bundesregierung als auch der kurdischen Regionalregierung vernachlässigt.
Im September 2017 nahm sie noch klar für die kurdische Regionalregierung Partei: Die Regierung in Bagdad habe nichts für die irakischen Christen getan. So sei die Stadt Mossul im Stich gelassen worden, und es gebe keinen einzigen Christen mehr dort. Die Autonome Region Kurdistan habe dagegen die Orte der Gegend versorgt und mit ihren Peschmerga-Kämpfern Alqosch Sicherheit gegeben. Die Stadt sei seit 2003, insbesondere aber seit 2014 de facto an Kurdistan gefallen, da sie von Bagdad allein gelassen wurde.
In einem Interview mit Mosaic Middle East im September 2018 machte Lara Zara deutlich, dass von Unterstützungsgeldern an die irakische Regierung nichts bei den Christen in Alqosch ankäme. Der einzige sichere Weg, die irakischen Christen effektiv zu unterstützen, sei über die Kirche. Als Beispiel nennt sie das benachbarte Teleskuf (Tesqopa), das allein durch Hilfe der Kirche wirkungsvoll wieder aufgebaut worden sei, während es absolut nichts vom irakischen Staat erhalten habe.
Lara Zara bezweifelt, dass Daesch endgültig besiegt sei. Viele Christen wollten deshalb nach wie vor das Land verlassen, da sie sich vor einer Rückkehr der islamistischen Terroristen fürchteten. Ein deutliches Zeichen dafür sei, dass kaum ein Christ nach Mossul zurückgekehrt sei, wo die Christen eine Minderheit gewesen seien. Auch Europa dürfe diese Gefahr des „Kalifats“ als „internationale Bewegung“, eine „Welt von Gedanken und Glaubensrichtungen“, in den eigenen Ländern nicht ignorieren.
In einem Interview am 8. März 2021 spricht sich Lara Yussif Zara dafür aus, dass es mehr Frauen an Entscheidungspositionen geben müsse, um mehr Gleichstellung der Geschlechter zu erreichen. Sie selbst habe Glück, in einem Umfeld aufgewachsen zu sein, das sie zu einer politischen Karriere ermutigt habe. Sie sieht Irak noch fern von einem solchen Ziel, will aber mit gutem Beispiel vorangehen.

## Gegenpositionen
Lara Yussifs Positionen stehen im Gegensatz zu denen einiger anderer christlicher, darunter auch chaldäischer Politiker: So äußerte Kaldo Ramzi von der im irakischen Parlament und auch im kurdischen Regionalparlament vertretenen Assyrischen Demokratischen Bewegung (Zowaa), die kurdische Regionalregierung wolle durch von ihr hervorgehobenen Minderheitenschutz vor allem Propaganda gegenüber den westlichen Staaten betreiben, um Unterstützung zu erhalten. Tatsächlich hätten die Peschmergas sowohl das christliche Baghdida als auch das jesidische Sindschar beim Eroberungsfeldzug des Daesch 2014 im Stich gelassen. Die christlichen Unterstützer Kurdistans seien „die selben“ wie die christlichen Unterstützer Baschar al-Assads in Syrien.

## Privates
Lara Yussif heiratete im Jahre 2007 Duraid Jamil. Sie hat keine Kinder (Stand: März 2019).